# تپه دالوندی
تپه دالوندی مربوط به عصر مس - سدهٔ ۷ ه.ق است و در شهرستان بروجرد، بخش مرکزی، دهستان شیروان، ۱/۶ کیلومتری جنوب شرقی روستای بصری واقع شده و این اثر در تاریخ ۲۸ اسفند ۱۳۸۵ با شمارهٔ ثبت ۱۸۳۳۹ به‌عنوان یکی از آثار ملی ایران به ثبت رسیده است.